# Uromys hadrourus
Uromys hadrourus är en däggdjursart som först beskrevs av Heinrich Georg Winter 1983.  Uromys hadrourus ingår i släktet nakensvansade råttor och familjen råttdjur. Inga underarter finns listade. Arten är nära släkt med Uromys caudimaculatus och andra släktmedlemmar som lever i nordöstra Australien och på Nya Guinea.

## Utbredning
Denna gnagare förekommer endemisk på östra Kap Yorkhalvön i Australien. Arten vistas i kulliga områden och låga bergstrakter där den når 1220 meter över havet. Habitatet utgörs av regnskogar med tät undervegetation. Uromys hadrourus vistas främst på marken och äter huvudsakligen växtdelar samt några insekter.

## Hot
Det största hotet mot beståndet är torrare skogar på grund av global uppvärmning. Regionen ingår i världsarvet Queenslands våta tropiker och därför var hela populationen mellan 2005 och 2015 stabil. Klimatmodeller tyder på att skogen minskar under de följande 30 till 50 åren. IUCN kategoriserar arten globalt som nära hotad (NT).